# Gymnocarena tricolor
Gymnocarena tricolor är en tvåvingeart som först beskrevs av Doane 1899.  Gymnocarena tricolor ingår i släktet Gymnocarena och familjen borrflugor. Inga underarter finns listade i Catalogue of Life.